# Никколо II Санудо Спеццабанда

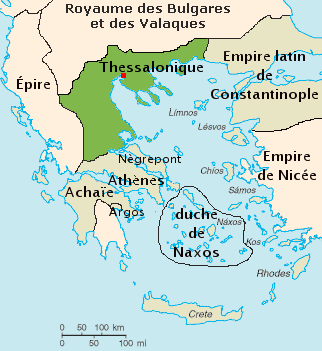
Герцогство Наксос

Никколо Санудо Спеццабанда (Niccolo Sanudo Spezzabanda) (ум. 1374) — герцог Наксоса по правам жены (Никколо II, 1362—1371), регент герцогства Наксос (1371—1374), сеньор Гриффы.
Сын (единственный ребёнок) Гульельмаццо Санудо, сеньора Гриффы. Потомок Марко Санудо (ум. 1227) — венецианского крестоносца, завоевателя Наксоса. Прозвище «Спеццабанда» (Spezzabanda) означает «рассеиватель врагов». Рассказывают, что он один раз во время боя лично убил 10 капитанов турецких галер.
В 1350-е годы был женат на женщине, имя и происхождение которой не известны, овдовел. От неё сын:
- Анджелетто Санудо, сеньор ½ Хиоса.

В 1364 году Никколо Санудо женился повторно. Его выбрала в мужья Фьоренца Санудо — герцогиня Наксоса, тоже недавно овдовевшая. Произошло это не совсем добровольно: венецианцы выслали за потенциальной невестой галеру и силой увезли её на Крит, где и держали до получения согласия на брак. Свадьба состоялась в Кандии 12 марта 1364 года. Венецианцы даже не стали ждать папского разрешения, несмотря на то, что муж и жена были родственниками — правнуками Марко II Санудо (ум. 1303).
В этом браке родились дочери:
- Мария Санудо (ум. 1426), триарх Эвбеи.
- Елизавета Санудо

В 1371 году после смерти жены Никколо Санудо стал регентом Наксоса при малолетнем пасынке — Никколо III далле Карчери. Воспользовавшись своим положением, он от его имени передал своей дочери Марии остров Андрос.